# فولغو-كاسبيسكي (مقاطعة أستراخان)
فولغو-كاسبييسكيي (بالروسية: Волго-Каспийский) هي مدينة في مقاطعة أستراخان أوبلاست في روسيا. يبلغ عدد سكانها حوالي 2711 نسمة.